# Klaus Toppmöller
Klaus Toppmöller (* 12. August 1951 in Rivenich) ist ein ehemaliger deutscher Fußballspieler und -trainer.

## Karriere als Spieler
Toppmöller ist Sohn eines Gastwirtehepaars und gelernter Ingenieur für Versorgungstechnik. Er begann seine fußballerische Karriere beim SV Rivenich und ging dann zum damaligen Regionalligisten Eintracht Trier, für den er in zwei Jahren 33 Treffer erzielte. Anschließend spielte er in der Fußball-Bundesliga von 1972 bis 1980 204-mal für den 1. FC Kaiserslautern und erzielte dabei 108 Tore. Der Stürmer mit dem Spitznamen „Toppi“ ist damit bis heute Rekordtorschütze des FCK.
1976 (gegen Spanien) und 1979 (gegen Malta und die Türkei) spielte Toppmöller dreimal in der deutschen Fußballnationalmannschaft. Bei seinem Länderspieldebüt am 22. Mai 1976 in München im EM-Qualifikationsspiel gegen Spanien schoss er beim 2:0-Sieg sein erstes und einziges Länderspieltor. Acht Tage später hatte Toppmöller einen Autounfall, der ihn wohl die Teilnahme an der EM 1976 kostete.
Wegen anhaltender Kniebeschwerden beendete Toppmöller 1979 seine Bundesligalaufbahn und wechselte zu Dallas Tornado in die North American Soccer League. Nach einer Spielzeit (31 Ligaeinsätze und sieben Tore) ging er zu den Calgary Boomers, für die er wegen Verletzungsproblemen nicht zum Einsatz kam. 1981 ging er zurück nach Deutschland und schloss sich dem Oberligisten FSV Salmrohr in seiner Heimatregion an, für den er bis 1986 114 Tore erzielte, ehe er mit der Mannschaft in die 2. Bundesliga aufstieg. Nach 31 Einsätzen (kein Tor) in der Saison 1986/87 beendete er seine Spielerkarriere.

## Karriere als Trainer und Manager
Noch während seiner aktiven Zeit wurde Toppmöller Manager des FSV Salmrohr. Im März 1987 übernahm er den Trainerposten des Zweitligisten von Robert Jung und fungierte als Spielertrainer. Er konnte allerdings nicht den Abstieg des Vereins verhindern. Bis zum 18. April 1988 war er Trainer in Salmrohr. Es folgten weitere Engagements beim SSV Ulm 1846 (19. April 1988 bis Februar 1989) und Wismut Aue (28. November 1990 bis 30. Juni 1991).
Seine erste Station in der 2. Bundesliga war der SV Waldhof Mannheim (19. September 1991 bis 30. Juni 1993). Am 1. Juli 1993 übernahm Toppmöller Eintracht Frankfurt, mit der ihm ein unerwartet erfolgreicher Saisonbeginn und der Gewinn der Herbstmeisterschaft gelang. Darüber hinaus erzielte Jay-Jay Okocha in seinem ersten Bundesligaeinsatz unter Toppmöller das Tor des Jahres 1993. Nach anschließenden Misserfolgen der Mannschaft und der damit verpassten Meisterschaft wurde er am 10. April 1994 bei Frankfurt entlassen. Vom 9. November 1994 bis zum 30. Juni 1999 trainierte er den VfL Bochum, mit dem er in der Saison 1997/98 bis ins Achtelfinale des UEFA-Pokals vordrang, wo man im Hinspiel bei Ajax Amsterdam sogar bereits 2:0 führte, aber am Ende noch 2:4 verlor und auch zu Hause nicht über ein 2:2 hinauskam.
Die nächste Trainerstation war der 1. FC Saarbrücken, mit dem er 2000 den Aufstieg in die 2. Bundesliga erreichte. Am 29. November 2000, nach einer 2:8-Niederlage, wurde Toppmöller entlassen. Zuvor platzte ein Wechsel zum 1. FC Kaiserslautern, der einen Nachfolger für den entlassenen Otto Rehhagel suchte. Toppmöller war enttäuscht, weil ihn der FCS entgegen vorigen Absprachen nur für eine hohe Ablöse gehen lassen wollte. Daraufhin warfen ihm Kritiker vor, nicht mehr mit vollem Engagement für den FCS zu arbeiten. Erst kurz vor seiner Entlassung stand er außerdem mit Bayer 04 Leverkusen in Kontakt. Auch dieser Wechsel scheiterte allerdings an den Ablösemodalitäten.
Am 1. Juli 2001 wurde er dann schließlich doch noch Cheftrainer bei Bayer 04, das er 2002 bis zum Finale der Champions League sowie auf Platz zwei der Fußball-Bundesliga und ins deutsche Pokalfinale führte. Damals ließ Toppmöller seine Mannschaft bedingungslosen Angriffsfußball im „One Touch“-Stil spielen. Toppmöller wurde daraufhin im Jahr 2002 als erster Trainer überhaupt von den deutschen Sportjournalisten zum Trainer des Jahres gewählt. Als Leverkusen in der folgenden Saison, im Zuge des Verkaufs von Michael Ballack und Zé Roberto sowie einer fatalen Verletzungsmisere, die teilweise den Ausfall von sieben Spielern im Defensivbereich bedingte, in akute Abstiegsgefahr geriet, wurde Toppmöller am 16. Februar 2003 entlassen. Vom 23. Oktober 2003 bis zum 17. Oktober 2004 war er als Nachfolger Kurt Jaras Trainer beim Hamburger SV und betreute das Team in 33 Bundesligaspielen. Beim HSV wurde Toppmöller entlassen, als sich der Verein auf dem letzten Tabellenplatz befand. Mitursächlich war dabei auch das Ausscheiden im Pokalwettbewerb gegen das unterklassige Paderborn: Das Spiel war von Schiedsrichter Robert Hoyzer manipuliert worden, was sich erst im Zuge der Aufklärung des Wettskandals 2005 zeigen sollte. Deshalb machte Toppmöller in einem späteren Interview die manipulierte Partie für seine Entlassung mitverantwortlich.
Zum 1. Februar 2006 übernahm Klaus Toppmöller das Amt des Nationaltrainers in Georgien. Als Co-Trainer verpflichtete er Ralf Minge. Es war Toppmöllers erste Station im Ausland, obwohl er bereits nach seinen Erfolgen mit Leverkusen in der Champions League 2002 von vielen europäischen Vereinen umworben worden war. Während seiner Tätigkeit als georgischer Nationaltrainer war Toppmöller zusätzlich vom 6. November bis zum 20. Dezember 2007 Mitglied des Aufsichtsrats des Fußball-Zweitligisten 1. FC Kaiserslautern. Dort trug er die alleinige, allerdings ehrenamtliche, Verantwortung im sportlichen Bereich und sollte dem krisengeschüttelten und abstiegsbedrohten Traditionsverein helfen, die Klasse zu halten. Nach sechs Wochen folgte jedoch bereits sein Rücktritt aufgrund von Unstimmigkeiten mit der Vereinsführung. Am 2. April 2008 wurde sein Vertrag mit dem georgischen Fußballverband vorzeitig aufgelöst. Begründet wurde die Demission mit „extrem mittelmäßigen Ergebnissen“, wie Verbandspräsident Nodar Achalkazi verlauten ließ. Das Team hatte in der EM-Qualifikation nur drei Siege – zwei davon gegen den punktlosen Gruppenletzten – und ein Unentschieden gegenüber acht Niederlagen erreichen können und blieb als damit Gruppenvorletzter hinter den Erwartungen zurück. Unmittelbar vor Toppmöllers Entlassung hatte es allerdings auch Streitigkeiten bezüglich seines Vertrags gegeben. Toppmöller betonte in diesem Zusammenhang jedoch, weiterhin motiviert zu sein und die Mannschaft zur WM 2010 führen zu wollen.
Seitdem war Toppmöller in keiner Funktion mehr im Fußball tätig. Er war bei mehreren Verbänden als Nationaltrainer (Tschechien, Ghana, Nigeria, Kamerun) sowie als Vereinstrainer beim 1. FC Köln und bei 1860 München im Gespräch, jedoch kam es in keinem Fall zu einem Engagement. Bei Ghana war er 2013 mitunter auch als technischer Direktor im Gespräch.
Klaus Toppmöller ist der erste Trainer in der Fußball-Bundesliga, der eine Mannschaft in einer Saison sowohl international als auch im nationalen Pokalwettbewerb und der Liga auf den jeweils zweiten Rang führte. Dieses „Vize-Triple“ wurde erst zehn Jahre später vom FC Bayern München unter Jupp Heynckes erneut vollbracht. Bayer Leverkusen ist dank dieser Resultate unter Toppmöller aber bis heute zusammen mit dem FC Bayern München die einzige deutsche Mannschaft, die innerhalb einer Saison in allen drei Wettbewerben (internationaler Wettbewerb, DFB-Pokal und Meisterschaft) einen der ersten beiden Plätze erreichte.

## Familie
Klaus Toppmöller ist seit 1977 mit Rosi Toppmöller verheiratet und hat drei Kinder. Seine Tochter Sarah-Nina Toppmöller (* 1979) ist nach Abitur und Banklehre heute unter dem Pseudonym ZaraNina als Sängerin aktiv. Seine beiden Söhne Dino Toppmöller (* 1980, benannt nach dem italienischen Torwart-Idol Dino Zoff) und Tommy Toppmöller (* 1988) sind, wie ihr Vater, im Fußball aktiv. Dino, der 1999/2000 unter seinem Vater beim 1. FC Saarbrücken spielte, war als einziger Profi in der Familie Toppmöller nie beim 1. FC Kaiserslautern aktiv. Er war Cheftrainer des luxemburgischen Landesmeisters F91 Düdelingen und arbeitete seit 2021 bis zur Entlassung von Julian Nagelsmann im März 2023 beim FC Bayern als Co-Trainer. Im Juni 2023 – genau 30 Jahre nach dem Engagement seines Vaters – wurde Dino Toppmöller als Cheftrainer bei Eintracht Frankfurt ab der Saison 2023/24 vorgestellt.
Klaus Toppmöllers Bruder Heinz (* 1950) spielte in der Saison 1974/75 gemeinsam mit seinem bekannteren Bruder beim 1. FC Kaiserslautern. Er wechselte 2006 nach Georgien und wurde dort Trainer der U19-Nationalmannschaft.
Auch Klaus Toppmöllers Neffe Marco Toppmöller (* 1978), der Sohn von Heinz Toppmöller, stand in einer Bundesligasaison (2000/01) für den 1. FC Kaiserslautern auf dem Platz. Nachdem er zwischenzeitlich u. a., wie auch Dino Toppmöller, in Luxemburg (bei Victoria Rosport) unter Vertrag stand, hat er im Sommer 2010 seine aktive, hauptberufliche Fußballlaufbahn beendet, spielt aber gelegentlich noch in der Bezirksliga beim SV Leiwen-Köwerich. Für letzteren Verein spielt auch Marco Toppmöllers Bruder Timo (* 1981), ein weiterer Neffe Klaus Toppmöllers.

## Sonstiges
Toppmöller ist Mitglied der SPD.

## Erfolge

### Als Spieler
- DFB-Pokal-Finalist: 1976
- Bundesliga-Dritter: 1979, 1980

### Als Trainer
- Champions-League-Finalist: 2002
- Bundesliga-Vize-Meister: 2002
- DFB-Pokal-Finalist: 2002
- Trainer des Jahres: 2002
- Kicker-Trainer des Jahres: 1997, 2002